# Isaac Shelby
Isaac Shelby (11 de diciembre de 1750 – 18 de julio de 1826) fue el primer y el quinto gobernador del estado de Kentucky y sirvió en las legislaturas de Virginia y Carolina del Norte. Fue también un soldado en la Guerra de Lord Dunmore, la Guerra Revolucionaria, y en la Guerra de 1812. Mientras era gobernador, dirigió personalmente la milicia de Kentucky en la Batalla del Támesis, una acción que fue recompensada con una Medalla de Oro del Congreso. También han sido nombrados en su honor algunos condados en nueve estados diferentes, y varias ciudades y bases militares. Se cree que su afición por The Liberty Song de John Dickinson es la razón por la que Kentucky adoptó el lema «United we stand, divided we fall» (en español Juntos aguantamos, divididos caemos).
El servicio militar de Shelby empezó cuando sirvió como segundo de a bordo de su padre en la Batalla de Point Pleasant, la única batalla mayor de la Guerra de Lord Dunmore. Ganó una buena reputación como experto leñador y topógrafo, y estuvo durante la parte temprana de la Guerra Revolucionaria reuniendo suministros para la Armada Continental. Más tarde, en la guerra, John Sevier y él lideraron expediciones en las Montañas Apalaches contra las fuerzas británicas en Carolina del Norte. Jugó un rol esencial en la derrota británica en la Batalla de Kings Mountain. Por su servicio, se le otorgó una espada ceremonial y un par de pistolas por la legislatura de Carolina del Norte; y obtuvo el apodo de "Viejo Kings Mountain" por el resto de su vida.
Tras la guerra, Shelby se reubicó en Kentucky en tierras con las que se le recompensó por su servicio militar y se involucró en la transición de un condado de Virginia a un estado. Su heroísmo le hizo popular con respecto a los ciudadanos, y el colegio electoral estatal le eligió por unanimidad gobernador en 1792. Protegió al estado de los ataques indios y organizó el primer gobierno de Kentucky. Aprovechó el negocio de Citizen Genet para convencer a la administración de Washington para crear un acuerdo con los españoles para comerciar libremente en el río Misisipi.
Al final de su mandato gubernamental, Shelby se retiró de su vida pública, pero fue llamado de nuevo a la política por la inminente Guerra de 1812. Los kentuckianos urgieron a Shelby para ocupar el puesto de gobernador de nuevo y así dirigirlos a través del conflicto. Fue elegido fácilmente, y como petición del General William Henry Harrison, comandó a las tropas de Kentucky en la Batalla del Thames. Tras la conclusión de la guerra, rechazó la oferta del presidente James Monroe de convertirse en Secretario de Guerra.

## Primeros años
Isaac Shelby nació en la Provincia de Maryland el 11 de diciembre de 1750, cerca de Hagerstown, en el Condado de Frederick (hoy en día el Condado de Washington).